# Amin Farhang
Mir Mohammad Amin Farhang (* 1940 in Kabul) ist ein afghanischer Politiker und der ehemalige Handels- und Industrieminister von Afghanistan.

## Leben
Sein Vater war Mir Mohammad Siddiq Farhang. 1959 graduierte er an der Esteqlal High School. 1964 kam er als DAAD-Stipendiat nach Köln, erwarb dort sein Diplom als Volkswirt und später den Doktortitel. 1974 bis 1978 war er Professor an der Fakultät für Volkswirtschaftslehre der Universität Kabul und Direktor des nationalen Volkswirtschaftsinstituts. 1977 ging er als DAAD-Gastdozent erneut nach Deutschland. Nach der Rückkehr in seine Heimat erlebte er den Staatsstreich der Kommunisten, gründete eine regimekritische Untergrundorganisation, wurde entdeckt und für zwei Jahre im Pole-Charki-Gefängnis in Kabul festgesetzt. 1981 gelang ihm die Flucht nach Deutschland, wo auch seine Frau und beide Töchter waren. Er lehrte an der Universität Bochum und gründete ein Consulting-Büro für die Bewertung von Projekten in Entwicklungsländern. Ende Dezember 2001 wurde er bei der Afghanistan-Konferenz auf dem Petersberg bei Bonn zum Aufbauminister gekürt und kehrte nach Afghanistan zurück.
Auf Veranlassung der Wolesi Dschirga (Volksversammlung, Unterhaus) musste er im Sommer 2006, wie auch vier weitere Minister, die Posten tauschen.
Farhang hatte seit 1994 die deutsche Staatsbürgerschaft. Als Minister musste er sie 2004 zurückgeben. 
In Deutschland erlangte er Bekanntheit, da er vom Bundesnachrichtendienst überwacht wurde und im Zuge der Überwachung auch seine Korrespondenz mit einer Spiegel-Journalistin aufgezeichnet wurde.
Im Dezember 2008 bewirkte die Wolesi Dschirga seine Abberufung als Minister. Farhang lebt weiterhin hauptsächlich in Kabul, wo er 2014 eine Stiftung für Wiederaufbau gegründet hat, und wo ihn seine Familie, die in Bochum lebt, häufig besucht, genau wie er öfter mit einem französischen Schengen-Visum nach Bochum reist.